# Senožete (Laško, Slovenija)
Senožete je naselje u slovenskoj Općini Laškom. Senožete se nalazi u pokrajini Štajerskoj i statističkoj regiji Savinjskoj. 

## Stanovništvo
Prema popisu stanovništva iz 2002. godine naselje je imalo 42 stanovnika.